# Palazzo Venezia (Napoli)
Il palazzo Venezia (o anche palazzo Capone San Marco) è un palazzo storico di Napoli situato lungo il decumano inferiore.
Il palazzo è la testimonianza storica di un insieme di relazioni politiche ed economiche, durate oltre 400 anni, che intercorrevano tra l'allora Repubblica di Venezia e il Regno di Napoli.

## Storia
Il palazzo, che fino ad allora era di proprietà dei Sanseverino di Matera, fu donato da re Ladislao I di Napoli alla Serenissima Repubblica di Venezia intorno al 1412 con lo scopo di essere utilizzato come abitazione per gli ambasciatori e i consoli generali a Napoli.
In un diploma di concessione al doge Michele Steno si attesta la posizione dell'immobile nei pressi delle abitazioni di tale Giovanni Brancaccio (detto Guallarella), nelle vicinanze del giardino della chiesa di San Domenico Maggiore e sul tratto centrale di Spaccanapoli oggi dedicato a Benedetto Croce. Dalla descrizione del diploma di concessione si deduce che il palazzo aveva un'estensione dal convento di San Domenico fino ai terreni sui quali, nel 1512, fu ricostruito ed ampliato palazzo Filomarino.
Il palazzo visse il momento di massimo splendore tra il XV secolo e il XVI secolo. Nel 1443 Alfonso d'Aragona ribadì la concessione dello stabile alla Repubblica di Venezia, cacciando quindi Amerigo Sanseverino, conte di Capaccio, che occupò l'edificio rivendicandone un diritto di eredità in occasione della fuga dei diplomatici della Serenissima a causa del conflitto di successione al trono di Napoli tra Renato d'Angiò e Alfonso V. A metà del Cinquecento lo stabile cadde in completa rovina ed un certo Giuseppe Zono, per decreto del senato veneto, s'incaricò di restaurarlo ed abbellirlo nel 1610. Lo stesso Zono fece apporre una lapide in latino sul restauro effettuato.

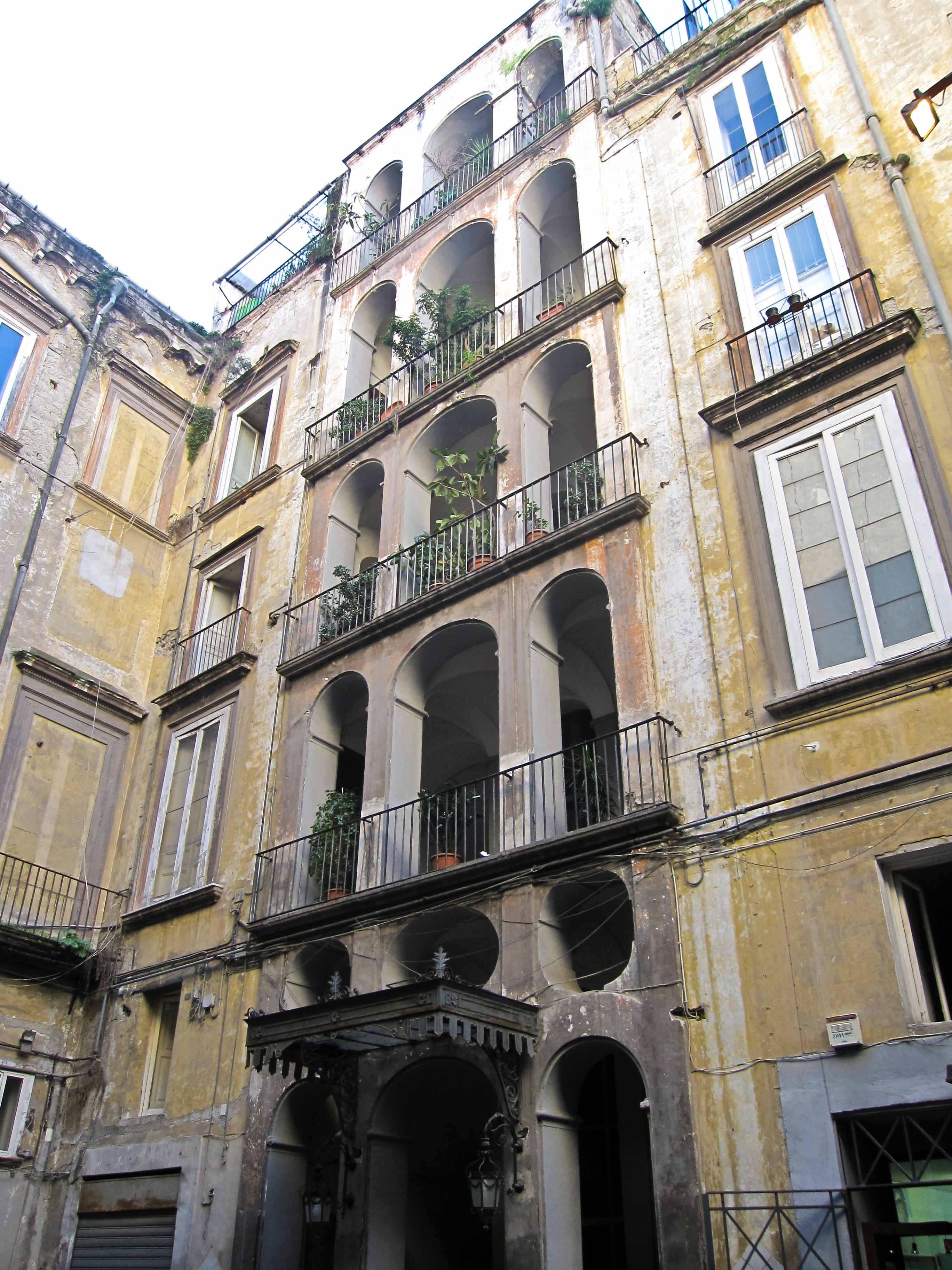
Vista dello scalone monumentale del Seicento

Il palazzo fu restaurato nuovamente nel 1646 su volontà di Pietro Dolce, come testimonia una seconda lapide apposta nel cortile, da Cosimo Fanzago e Bartolomeo Picchiatti e proprio a questo periodo risalgono probabilmente i lavori di realizzazione dello scalone monumentale, poi ampliato nel corso degli inizi del Settecento. Durante la peste del 1656 il palazzo fu abbandonato dagli ambasciatori veneti e pertanto utilizzato come deposito di cadaveri. Dopo il disastroso terremoto del 5 giugno 1688 il palazzo, gravemente danneggiato dal sisma, venne completamente ristrutturato da Antonio Maria Vincenti.
Un'altra lapide ricorda un successivo rimaneggiamento dovuto a Cesare Vignola, mentre un'ulteriore iscrizione riporta che il Vignola fu incaricato dalla Repubblica di San Marco di far rifare il giardino pensile. Nel 1756 avvenne infatti la cessione di un'ala dell'edificio, occupata dai giardini, al principe Filomarino di Roccella, proprietario dell'attiguo palazzo Filomarino. Nel 1797 poi il palazzo cessò di essere sede dell'ambasciata veneta a Napoli.
Nel 1816 lo stabile entrò nelle proprietà dell'Impero austriaco a seguito del Trattato di Campoformio prima e del congresso di Vienna poi; successivamente fu quindi ceduto al giurista Gaspare Capone, che dopo averlo acquistato per 10.350 ducati provvide ad inserire ancora una lapide in ricordo di un ennesimo rifacimento che aveva il fine di adeguare la struttura alle tendenze artistiche dell'epoca. A questo periodo risalgono i rifacimenti dei giardini e l'edificazione della casina pompeiana al piano nobile, mentre sulla volta dell'androne dopo il portale d'ingresso esterno fu dipinto lo stemma del marchesato dei Capone. Successivamente Clotilde Capone sposò il Duca Leonardo Tixon di Vidaurres, che nella sua carriera di militare fu destinato anche a Massaua (Mar Rosso) fra gli anni 1887/1889. Attualmente la proprietà del palazzo Venezia è ancora della famiglia Tixon.

## Descrizione

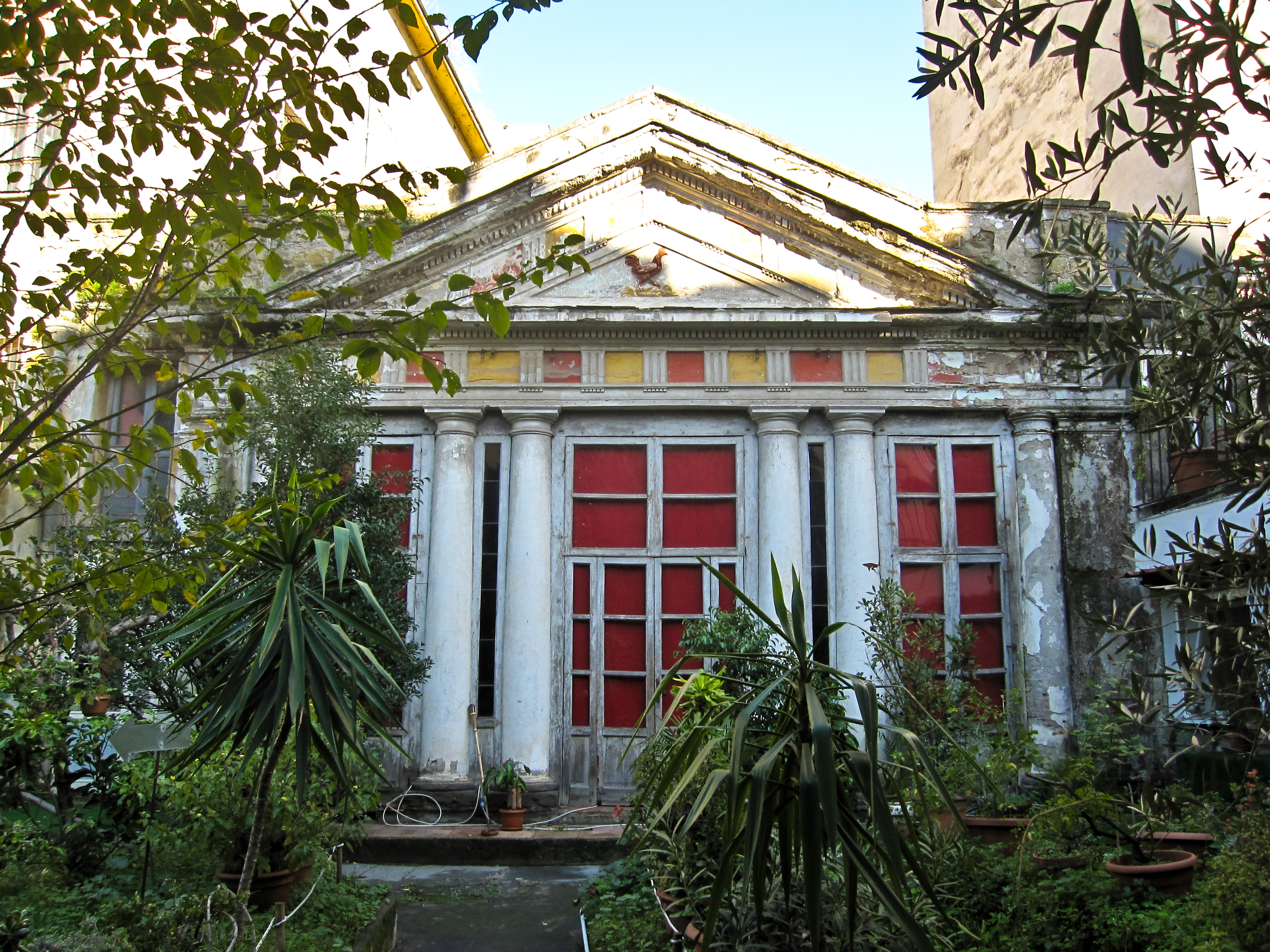
La casina pompeiana

L'ingresso al palazzo avviene attraverso un portale in pietra di piperno dallo stile semplice seguito da un atrio a volta ribassata sulla quale è dipinto lo stemma della famiglia Capone.
Nel cortile si nota una struttura impostata su tre facciate: quella centrale presenta un profilo ribassato rispetto alle due laterali e segna l'ingresso a quelle che probabilmente dovevano essere le scuderie. Lo scalone monumentale invece si sviluppa in tutta la sua altezza sul lato sinistro del cortile, assumendo uno dei tipici impianti architettonici che caratterizzano le scale degli edifici della città, ossia vedendo lo snodo di tre rampe che si affacciano sul cortile interno attraverso l'apertura di archi a tutto sesto, di cui quelli centrali leggermente più ampi di quelli laterali, che seguono l'andamento della scalinata. Lungo le pareti del cortile e dello scalone monumentale sono inoltre poste diverse targhe che rimembrano le storie legate ai rifacimenti e ai passaggi di proprietà del palazzo.
Le decorazioni ad affresco degli ambienti interni si sono pressoché tutte perdute, mentre rimane di particolare interesse il giardino pensile con la casina pompeiana al primo piano, costruzione aggiunta in epoca neoclassica caratterizzata da una facciata scandita in tre campate intervallate da coppie di colonne doriche con un ampio timpano soprastante, su cui si apre nei giardini antistanti anche una piccola cappella denominata "grotta della Madonnina", mentre alle spalle della casina si stendono altre aiuole.

## Attività culturali
Parte dell'edificio al primo piano è oggi visitabile gratuitamente come appartamento storico fungendo anche come sede di mostre permanenti o temporanee di arti applicate (presepi, porcellane ecc.); ospita inoltre stabilmente una rassegna di musica classica concepita per la divulgazione del patrimonio musicale ed il sostentamento delle attività svolte presso il palazzo stesso in forma di autofinanziamento. L'imprenditore napoletano Gennaro Buccino ha riaperto al pubblico le sale del palazzo in occasione del "Maggio dei monumenti 2009" e le ha poi adibite all’organizzazione di serate, eventi musicali e mostre con lo scopo di promuovere la cultura, la tradizione, così come l’ingresso di nuovi artisti nel panorama partenopeo attraverso l'esposizione nel palazzo delle loro opere.